# Treban
Treban – miejscowość i gmina we Francji, w regionie Owernia-Rodan-Alpy, w departamencie Allier.

## Demografia
Według danych na rok 1990 gminę zamieszkiwało 386 osób, a gęstość zaludnienia wynosiła 15 osób/km². W styczniu 2015 r. Treban zamieszkiwało 406 osób, przy gęstości zaludnienia wynoszącej 15,8 osób/km².